# Узун, Владимир Ильич
Узун, Владимир Ильич (род. 25 декабря 1967, Кишинёв, МССР) — российский издатель, предприниматель, кандидат экономических наук.

## Биография
Владимир Ильич Узун родился 25 декабря 1967 года в городе Кишинёве Молдавской ССР. Отец, Илья Христофорович, возглавлял одно из крупнейших хозяйств в республике. Мать, Любовь Анатольевна, работала экономистом в колхозе.
В 1984 году окончил с золотой медалью школу № 1 с. с. Парканы Слободзейского района. В 1984 году поступил на философский факультет Московского государственного университета (МГУ) им. М. В. Ломоносова. После второго курса был призван в армию (в те годы отсрочка студентам не предоставлялась). Службу проходил в воздушно-десантных войсках. После армии продолжил учёбу в МГУ, который окончил с отличием.
Принимал участие в ряде крупных проектов: создании издательства «Нева» (1994), реализации проекта «Книжный мир семьи» в Воронежской, Липецкой, Тамбовской областях (2000), развитии метрорекламы в Санкт-Петербурге, развитии розничной сети банков «Европейское партнерство», крупном международном проекте по установке производственных машин и линии комплекса КВА (переплетные линии и печатное оборудование), КАТЕРПИЛЛЕР-ФИНАНС, Mercedes AG Fond (финансовый институт), СК «Альянс» (финансовая деятельность), покупка авторских прав на англоязычное изд-во США, ежегодное приобретение права на изд. книг сотни авторов, таких как Коллинз, Шелдон, Доеверо и др.; совместное участие в проекте компании CTW (Нью-Йорк, США), «Олма — Пресс» и НТВ (по созданию обучающей передачи «Улица Сезам»); в 1999—2005 годы — осуществление переоснащения типографии «Красный пролетарий» современным печатным оборудованием.

## Образование
В 1991 году с отличием окончил Московский государственный университет им. М. В. Ломоносова.
В 1994 году защитил кандидатскую диссертацию на тему «Механизм формирования цен на рынке печатной продукции». Кандидат экономических наук.

## Коммерческая деятельность
В 1991 году возглавил издательство «Олма-Пресс».
В июне 1991 года вместе с партнером Олегом Ткачом учредил издательство «Олма-Пресс» (впоследствии концерн «ОЛМА Медиа Групп»), ставшее со временем одним из крупнейших в Европе.
С 1991 по 1999 год — генеральный директор ООО «Издательство "Олма-Пресс"».
С 1999 по 2005 год — генеральный директор ГУП «Полиграфическая фирма "Красный пролетарий"».
С 1999 года по март 2014 года — председатель совета директоров, президент ЗАО «ОЛМА Медиа Групп».
С сентября 2013 года  по март 2014 года — президент ОАО «Издательство "Просвещение"», с марта 2014 года по май 2015 года — президент АО «Издательство "Просвещение"», с декабря 2017 года по февраль 2019 года — президент управляющей организации АО «Управляющая компания "Просвещение"».
В 2014 году концерн «ОЛМА Медиа Групп» (а затем Группа компаний «Просвещение») под руководством Владимира Ильича Узуна попадает в рейтинг Global Publishing Leaders.
С 2016 года Группа компаний «Просвещение»  объединила ряд издательств, торговых и производственных структур для строительства и оснащения школ в Группу компаний «Просвещение», создал «Академию Просвещение» для обучения педагогов, школьников и их родителей.
В 2017 году Группа компаний «Просвещение» стала холдингом номер один в Российской Федерации, СНГ и Восточной Европе по количеству тиражей и объему продаж.
По итогам 2017 года Группа компаний «Просвещение» улучшила свои позиции в новой версии ежегодного рейтинга крупнейших в мире книжных издательств Publishers Weekly, заняв 48 место.
В 2018 году «Просвещение» занимает первое место по общим тиражам, по данным Российской книжной палаты.
В 2021 году Группа компаний «Просвещение» была продана Сбербанку, ВЭБ.РФ и РФПИ, а Владимир Ильич Узун покинул свои посты и передал управление группой «Просвещение» Третьяк Наталье Владимировне, которая была назначена по инициативе новых акционеров. Оценка 100% бизнеса группы «Просвещение» составила около 108 млрд. руб.

## Награды
Узун Владимир Ильич — обладатель Национальной премии «Человек года» — 1999, присуждаемой Русским биографическим институтом (РУБИН).
Генеральный директор издательства «ОЛМА-пресс» был награждён в номинации «Культура» за вклад в культурную жизнь России.
Приказом Министра обороны Российской Федерации от 24 октября 2006 года «О поощрении военнослужащих Вооруженных Сил и награждении лиц, оказывающих содействие в решении задач, возложенных на Вооруженные Силы Российской Федерации» В. И. Узун награжден именным оружием.
Указом Президента Российской Федерации от 14.08.2014 N 568 «О награждении государственными наградами Российской Федерации» Владимир Ильич награждён медалью ордена «За заслуги перед Отечеством» 2-й степени.
Награду В. И. Узуну вручил Министр связи и массовых коммуникаций Российской Федерации Николай Никифоров, подчеркнув большие заслуги в развитии отечественной печати и активную общественную деятельность награждаемого.
В феврале 2017 года награжден медалью «За особый вклад в книжное дело», учрежденной Организационным комитетом по проведению Года литературы в России в 2015 году.
27 апреля 2017 года награжден Почетной Грамотой Российской академии образования за большие заслуги в развитии учебного книгоиздания на основе новейших достижений педагогики, психологии и других наук об образовании, а также за активное сотрудничество с Российской академией образования.
В 2018 году награждён Почетной грамотой Президента Российской Федерации за заслуги в развитии науки и многолетнюю плодотворную деятельность.
29 октября 2018 года года награжден Почетной грамотой Президента Российской Федерации за достигнутые трудовые успехи и многолетнюю добросовестную работу.
11 ноября 2018 года награжден медалью Федеральной службы безопасности Российской Федерации за взаимодействие с ФСБ России.
11 июня 2019 года награждён Почетной грамотой Президента Российской Федерации за достигнутые трудовые успехи и многолетнюю добросовестную работу.
7 февраля 2020 года награждён медалью «За заслуги в образовании».
28 февраля 2020 года награждён медалью «Памяти героев Отечества» за высокие достижения в области развития военной истории, гуманитарного знания и реализации важных общественных проектов историко-патриотической направленности.
14 сентября 2020 года награждён Орденом Почёта за достигнутые трудовые успехи и многолетнюю добросовестную работу.

## Общественная деятельность
С 26 мая 2016 года Владимир Ильич Узун входит в состав Президиума Общества русской словесности.